# Poolbillard-Europameisterschaft 1994
Die Poolbillard-Europameisterschaft 1994 war ein vom europäischen Poolbillardverband EPBF in Annecy in Frankreich sowie in Tampere in Finnland ausgetragenes Poolbillardturnier.
Ausgespielt wurden die Disziplinen 8-Ball, 9-Ball und 14/1 endlos. Zudem wurden die Europameister der Mannschaften der Herren sowie der Damen ermittelt.
Die Wettbewerbe im 8-Ball und im 14/1 endlos fanden in Annecy statt, die 9-Ball-Wettbewerbe sowie die Mannschafts-Europameisterschaften wurden in Tampere ausgetragen.
Bei den Herren gelang es den Deutschen Thomas Engert, Ralf Souquet und Oliver Ortmann jeweils, ihre Titel zu verteidigen. Engert besiegte im Finale des 14/1 endlos-Turniers den Schweden Niklas Bergendorff, Souquet gewann wie schon im Vorjahr das 8-Ball-Finale gegen Engert. Oliver Ortmann besiegte im 9-Ball-Finale den Schweden Bengt Jonasson. Zudem gewann er im 14/1 endlos Bronze. Thomas Engert war mit Gold im 14/1 endlos, Silber im 8-Ball und Bronze im 9-Ball der erfolgreichste Spieler dieser EM.
Die Schwedin Helena Thornfeldt wurde durch einen Finalsieg gegen die Österreicherin Gerda Hofstätter Europameisterin im 14/1 endlos. Im 8-Ball-Finale der beiden Deutschen Ilona Bernhard und Karin Mayet konnte sich Bernhard durchsetzen und somit nach 1990 zum zweiten Mal 8-Ball-Europameisterin werden. Im 9-Ball kam es zu einer Neuauflage des Finales vom Vorjahr. Dabei gewann die Deutsche Franziska Stark gegen die Titelverteidigerin Gerda Hofstätter und wurde damit zum fünften Mal 9-Ball-Europameisterin. Die Schweizerin Sabina Dederding gewann zwei Bronzemedaillen. Die Deutsche Monja Kielhorn und die Österreicherin Christine Boesch gewannen jeweils einmal Bronze.
Die deutsche Herren-Mannschaft aus Thomas Engert, Oliver Ortmann, Ralf Souquet und Thomas Hasch wurde durch einen Finalsieg gegen Österreich zum vierten Mal in Folge Europameister. Die Schweiz und Schweden kamen auf den dritten Platz.
Bei den Damen wurde ebenfalls die deutsche Mannschaft (Franziska Stark, Monja Kielhorn, Andrea Kroll und Sylvia Buschhüter) Europameister. Sie hatte im Finale Schweden besiegt. Österreich und die Schweiz gewannen die Bronzemedaillen.

## Medaillengewinner
| Disziplin            | Gold              | Silber             | Bronze             |
| -------------------- | ----------------- | ------------------ | ------------------ |
| Herren – 14/1 endlos | Thomas Engert     | Niklas Bergendorff | Oliver Ortmann     |
| Herren – 14/1 endlos | Thomas Engert     | Niklas Bergendorff | Thomas Hasch       |
| Herren – 8-Ball      | Ralf Souquet      | Thomas Engert      | Niklas Bergendorff |
| Herren – 8-Ball      | Ralf Souquet      | Thomas Engert      | Raymond Hauge      |
| Herren – 9-Ball      | Oliver Ortmann    | Bengt Jonasson     | Thomas Engert      |
| Herren – 9-Ball      | Oliver Ortmann    | Bengt Jonasson     | Raymond Hauge      |
| Herren-Mannschaft    | Deutschland       | Österreich         | Schweiz            |
| Herren-Mannschaft    | Deutschland       | Österreich         | Schweden           |
| Damen – 14/1 endlos  | Helena Thornfeldt | Gerda Hofstätter   | Vibeke Styve       |
| Damen – 14/1 endlos  | Helena Thornfeldt | Gerda Hofstätter   | Monja Kielhorn     |
| Damen – 8-Ball       | Ilona Bernhard    | Karin Mayet        | Christine Boesch   |
| Damen – 8-Ball       | Ilona Bernhard    | Karin Mayet        | Sabina Dederding   |
| Damen – 9-Ball       | Franziska Stark   | Gerda Hofstätter   | Sabina Dederding   |
| Damen – 9-Ball       | Franziska Stark   | Gerda Hofstätter   | Louise Furberg     |
| Damen-Mannschaft     | Deutschland       | Schweden           | Österreich         |
| Damen-Mannschaft     | Deutschland       | Schweden           | Schweiz            |